# Карива (уезд)
Карива (яп. 刈羽郡 Карива-гун) — уезд в Японии, расположенный в центральной части префектуры Ниигата. Площадь 26,28 км², население — 4 754 чел. (на 1 мая 2008 года). Плотность населения 180,9 чел./км².

## История
Уезд (за исключением западной части Касивадзаки) когда-то был частью ныне не существующего уезда Коси до периода Хэйан, когда уезд был образован под названием Мисима. До разделения уезд Мисима занимал территории городов Касивадзаки (исключая западную часть города), село Карива, Нагаока (часть бывших посёлков Огуни и Косидзи). Когда уезд Санто отделили от уезда Коси во время периода Эдо, Мисима был переименован в Кариву.
В 1940 году посёлок Касивадзаки стал городом. Затем Касивадзаки объединили с прилегающими территориями, тем самым продолжив сокращение площади уездов. 1 апреля 2005 года посёлок Огуни присоединили к городу Нагаока и месяцем позже посёлки Нисияма и Такаянаги присоединили к городу Касивадзаки. После этих объединений уезд Карива остался лишь с одним селом Карива.

## Состав
- село Карива;
- посёлок Касивадзаки (до 1940 г.) — получил статус города;
- село Курохимэ  (до 1 ноября 1968 г.) — поглошено городом Касивадзаки;
- посёлок Ходзё (до 1 мая 1971 г.) — поглощён городом Касивадзаки;
- посёлок Огуни (до 1 апреля 2005 г.) — поглощён городом Нагаока;
- посёлки Нисияма и Такаянаги (до 1 мая 2005 г.) — поглощены городом Касивадзаки.

## Слияния
- 1 апреля 2005 — посёлок Огуни присоединён к городу Нагаока;
- 1 мая 2005 — посёлки Нисияма и Такаянаги присоединены к городу Касивадзаки.